# 絕命之鄉
《絕命之鄉》（英語：The Big Nowhere）是1988年的犯罪小說，作者是詹姆士·艾洛伊。這是洛城四部曲的第二部作品，設定於1940年代及1950年代的洛杉磯。詹姆士·艾洛伊以該書獻詞給"To Glenda Revelle."，題詞則來自約瑟夫·康拉德的《黑暗的心》"It was written that I should be loyal to the nightmare of my choice."